# ستيفن إدواردز (لاعب كرة قدم)
ستيفن إدواردز (بالإنجليزية: Steven Edwards)‏ هو لاعب كرة قدم أمريكي، ولد في 1 مارس 1973 في ميامي في الولايات المتحدة. لعب مع أسوسيان ديبورتيفا أتيناس.